# Чезена (футбольний клуб)
Футбольний клуб «Чезена» (італ. Associazione Calcio Cesena SpA) — професійний італійський футбольний клуб з однойменного міста, розташованого в регіоні Емілія-Романья. Розформований у 2018 році. 
Дебют у Серії A — в сезоні 1973-74, найвище досягнення — шосте місце в сезоні 1975-76.

## Історія
Клуб було засновано у 1940 році, того ж року команда стартувала у регіональних футбольних змаганнях, за результатами яких отримала підвищення у класі до третьої за силою загальнонаціональної Серії C. У першому повоєнному сезоні команда здобула право виступати у турнірі другої в ієрархії футбольних ліг Італії Серії B, в якій, втім, змогла утриматися лише один сезон і повернулася до Серії C.
На початку 1950-х у грі «Чезени» спостерігався спад, результатом якого стало вибуття команди до регіональної ліги, в рамках якої вона здебільшого й змагалася протягом наступного десятиріччя. Підйом до найсильніших ліг італійської футбольної першості розпочався 1960 року з повернення до Серії C. Наступний крок — підвищення у класі до Серії B зайняв 8 сезонів, а ще через п'ять років у 1973 команда уперше у своїй історії здобула право виступів у найсильнішій Серії A, у якій того разу протрималася чотири сезони, у тому числі свій найкращий сезон 1975-76, в якому виборола шосте місце та право виступів у розіграші Кубка УЄФА.
Пізніше команда ще двічі пробивалася до Серії A — у 1981 та 1987 роках. В обох випадках перебування в елітному дивізіоні було досить нетривалим — відповідно два та чотири сезони. У першій половині 2000-х результати команди погіршилися і протягом 2000—2004 року вона змагалася у на той час третьому за силою дивізіоні, Серії C1.
Чергове, четверте в історії, повернення до Серії A відбулося за результатами сезону 2009-10, в якому команда фінішувала другою у турнірі Серії B.

## Відомі гравці
- Массімо Амброзіні
- Стівен Аппіа
- Массімо Боніні
- Себастьяно Россі
- Луїс Хіменес
- Угу Алмейда
- Роберто Гальярдіні
- Абделькадер Геззаль
- Вінченцо Яквінта
- Адріан Муту
- Джузеппе Доссена
- Антоніо Кандрева
- Франк Кесс'є